# Thomas Urquhart
Thomas Urquhart di Cromarty (Cromarty, 1611 – Cromarty, 1660) è stato uno scrittore scozzese.
Viaggiatore, nel 1641 pubblicò Epigrammi e nel 1645 Trissotetras, opera di trigonometria non completamente compresa dai contemporanei.
Sostenitore di Carlo I d'Inghilterra, fu rinchiuso nella Torre di Londra da Oliver Cromwell nel 1651. Gli anni seguenti furono caratterizzati da opere cronologiche o scientifiche, come Pantochronocanon (1652), Ekskubalauron e Logopandecteision (1653), suo capolavoro.
Nel 1653 tradusse dal francese il Gargantua e Pantagruele di François Rabelais.
Nel 1660 morì per eccesso di risa dopo aver saputo dell'ascesa al trono di Carlo II d'Inghilterra.